# Penicillium solitum
Penicillium solitum är en svampart. Penicillium solitum ingår i släktet Penicillium och familjen Trichocomaceae.

## Underarter
Arten delas in i följande underarter:
- crustosum
- solitum